# گروه الروو
گروه الروو (انگلیسی: Alrov Group)یک شرکت توسعه املاک و مستغلات است که دفتر مرکزی آن در تل آویو ، اسرائیل قرار دارد.   و در فهرست بورس اوراق بهادار تل آویو قراردارد. 